# Вперед (Гренландія)
Вперед (гренл. Siumut) — соціал-демократична політична партія в Гренландії, підтримуюча широку автономію острова.
Партія сформувалася у 1971 з політиків, що підтримували отримання Гренландією автономії, в числі яких були Йонатан Мотсфельдт і Ларс-Еміль Йохансен, і була офіційно заснована 29 липня 1977. Офіційною метою партії було оголошено отримання Гренландією самоврядування та права на участь у розподілі природних ресурсів.
Після утворення гренландського парламенту в 1979 Сіумут стала найбільшою партією, отримавши 13 з 21 місця і сформувавши однопартійний уряд, а починаючи з 1982 керувала островом в коаліції поперемінно з ліво-націоналістичним «Народною спільнотою» і консервативним «Почуттям спільноти» під керівництвом Мотсфельдта і Йохансена. У 2002 партію очолив Ханс Еноксен. В цей час вона зазнала частий розпад коаліційних урядів і конфлікт з Народною спільнотою з питання рибальських квот, в результаті чого остання залишила трипартійну коаліцію, сформовану в 2005 .
На парламентських виборах 2009 Сіумут отримала тільки 26,5 % голосів і 9 місць із 31, поступившись першістю сформувати новий уряд Народній спільноті, і, таким чином, вперше в історії перейшла в опозицію, проте вибори 2013 повернули їй владу.

## Ресурси Інтернету
- Офіційний сайт [Архівовано 27 жовтня 2004 у en:National and University Library of Iceland]